# Eris illustris
Eris illustris är en spindelart som beskrevs av Koch C.L. 1846. Eris illustris ingår i släktet Eris och familjen hoppspindlar. Inga underarter finns listade i Catalogue of Life.